# Pekka Halonen

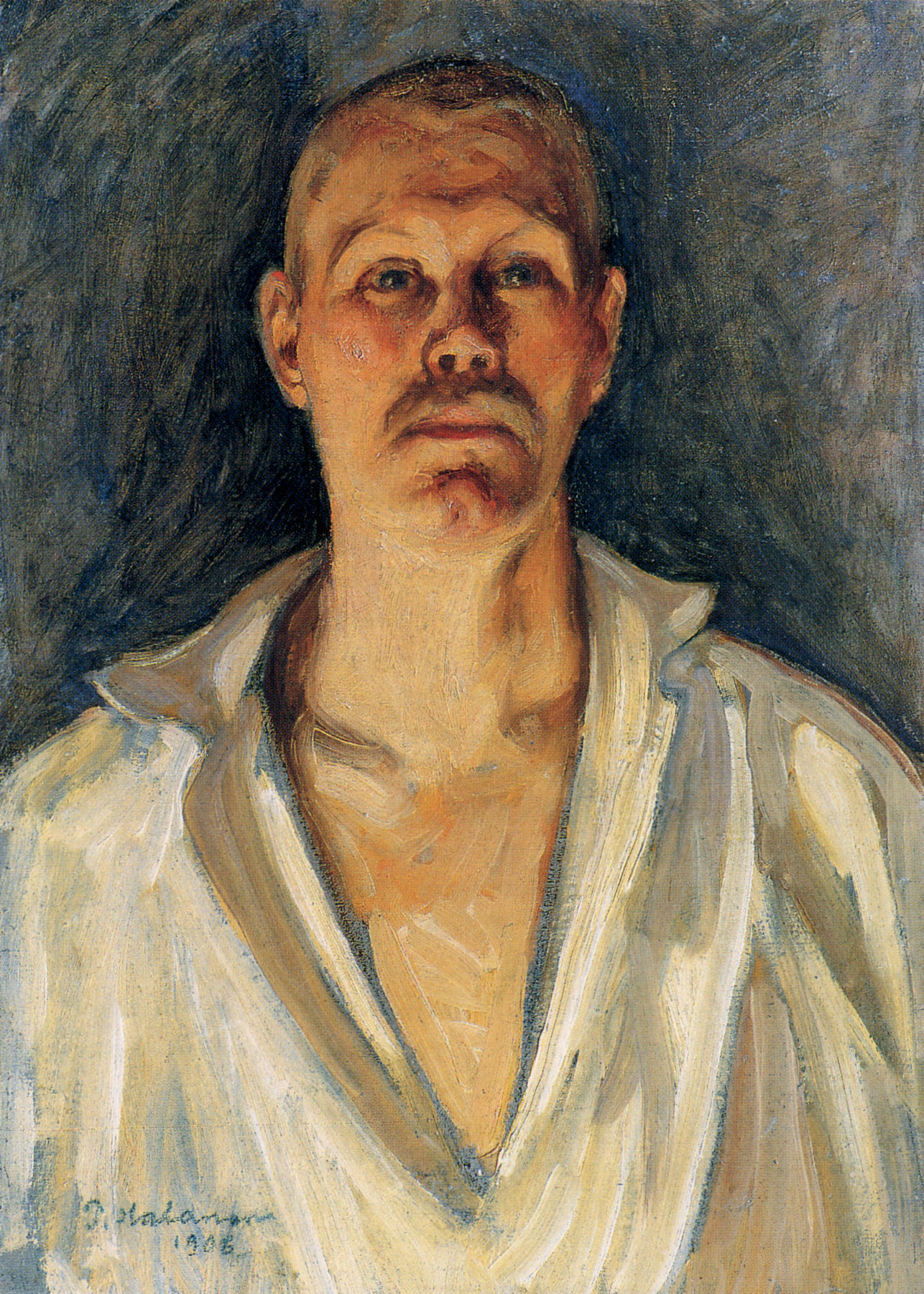
Självporträtt av Pekka Halonen, 1906.

Pekka Halonen, född 23 september 1865 i byn Väisälänmäki i Lapinlax, död 1 december 1933 i Tusby, var en finländsk målare. 
Pekka Halonen var det tredje äldsta av nio barn till bonden Olli Halonen (1832–1914) och Vilhelmiina Uotinen (1840–1913) och växte upp i byn Väisälänmäki. Han var bror till bland andra textilkonstnären Sohvi Halonen (1861–1920), dragspelstillverkaren Aapeli Halonen (1863–1927), målaren Antti Halonen (1870–1945) och violinisten Heikki Halonen (1882–1932). Han var kusin till skulptören Emil Halonen. 
Han studerade på Finska Konstföreningens ritskola i Helsingfors 1886–1890, bland annat för Carl Jahn och Fredrik Ahlstedt. Han studerade också under längre vistelser i Frankrike och Italien, bland annat 1890 på Académie Julien i Paris, 1893 tillsammans med sin vän Väinö Blomstedt på Académie Colarossi, och 1894 hos Paul Gauguin. 
I sina tidigare arbeten anslöt sig Halonen till fransk impressionism men övergick kring sekelskiftet allt mera till ett koloristiskt dämpat, monumentalt uppfattat figuralmåleri med motiv ur finskt folkliv såsom Vägbrytare i Karelen (1900, på Ateneum), fresker utförda 1902 i det numera förstörda Juseliusska gravkoret i Björneborg och Vilostund (1905, Ateneum). Under 1910- och 1920-talen målade Halonen främst lyriskt subtila landskap, vilkas dekorativa hållning och ljusa, fint nyanserade färg på ett utomordentligt harmoniskt sätt förenade hans tidigare strävanden. Han erhöll 1925 professors titel.
Pekka Halonen var gift med Maija Mäkinen, som var dotter till en seminarierektor i Sordavala. De träffades våren 1892 och gifte sig 1895 på Académie Vitti(en) i Paris. Paret bodde med sina åtta barn från 1902 på Halosenniemi vid Tusby träsk. Han ritade, förutom sitt eget hus, bostadshuset Erkkola vid Tusby Strandväg till J.H. Erkko, som uppfördes 1902. 
Halonen är representerad vid bl.a. Åbo Akademi. 2017 donerades målningen Vattenbäraren till Ateneum av en privatperson.

## Bildgalleri

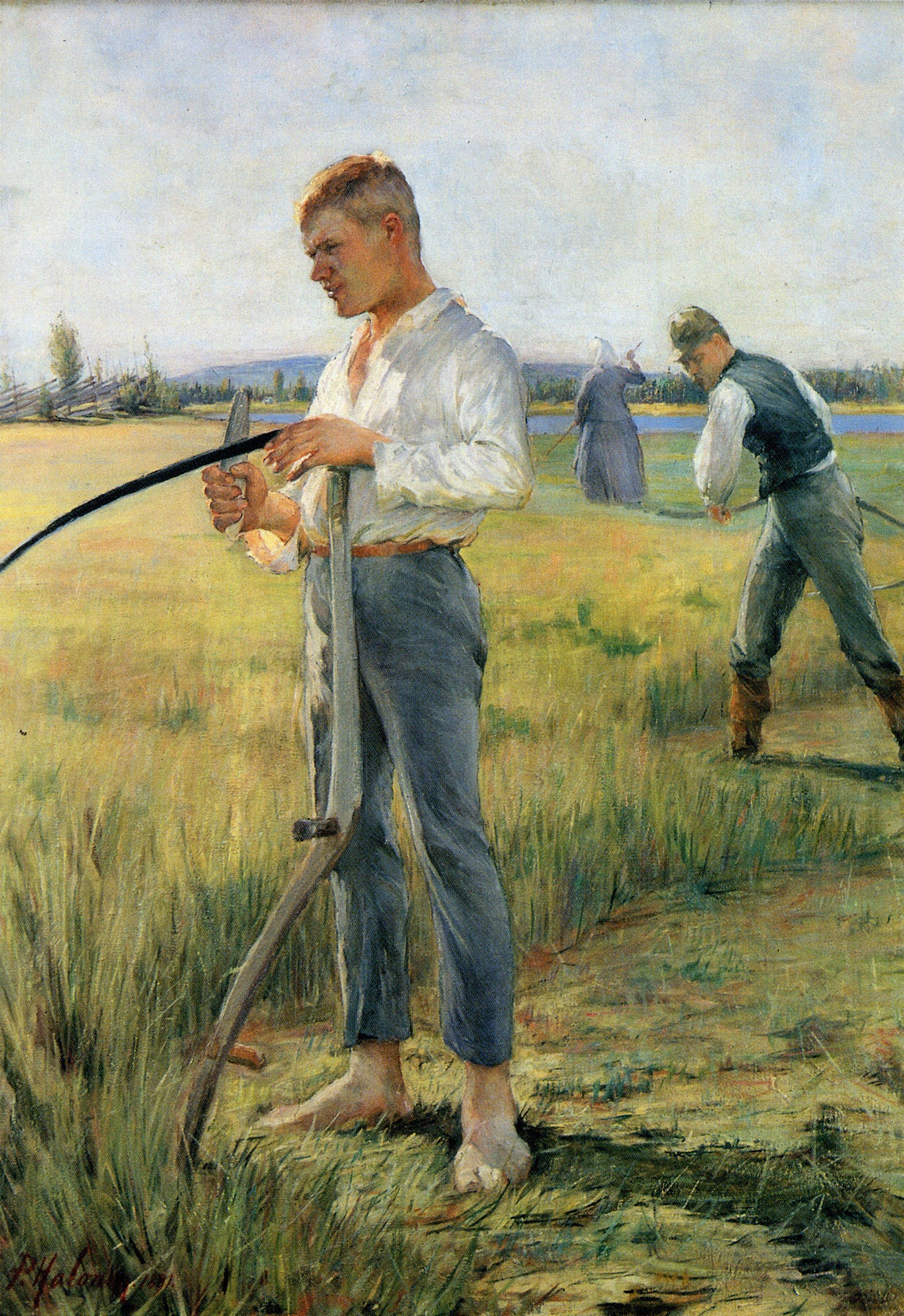
Skördekarlar, 1891
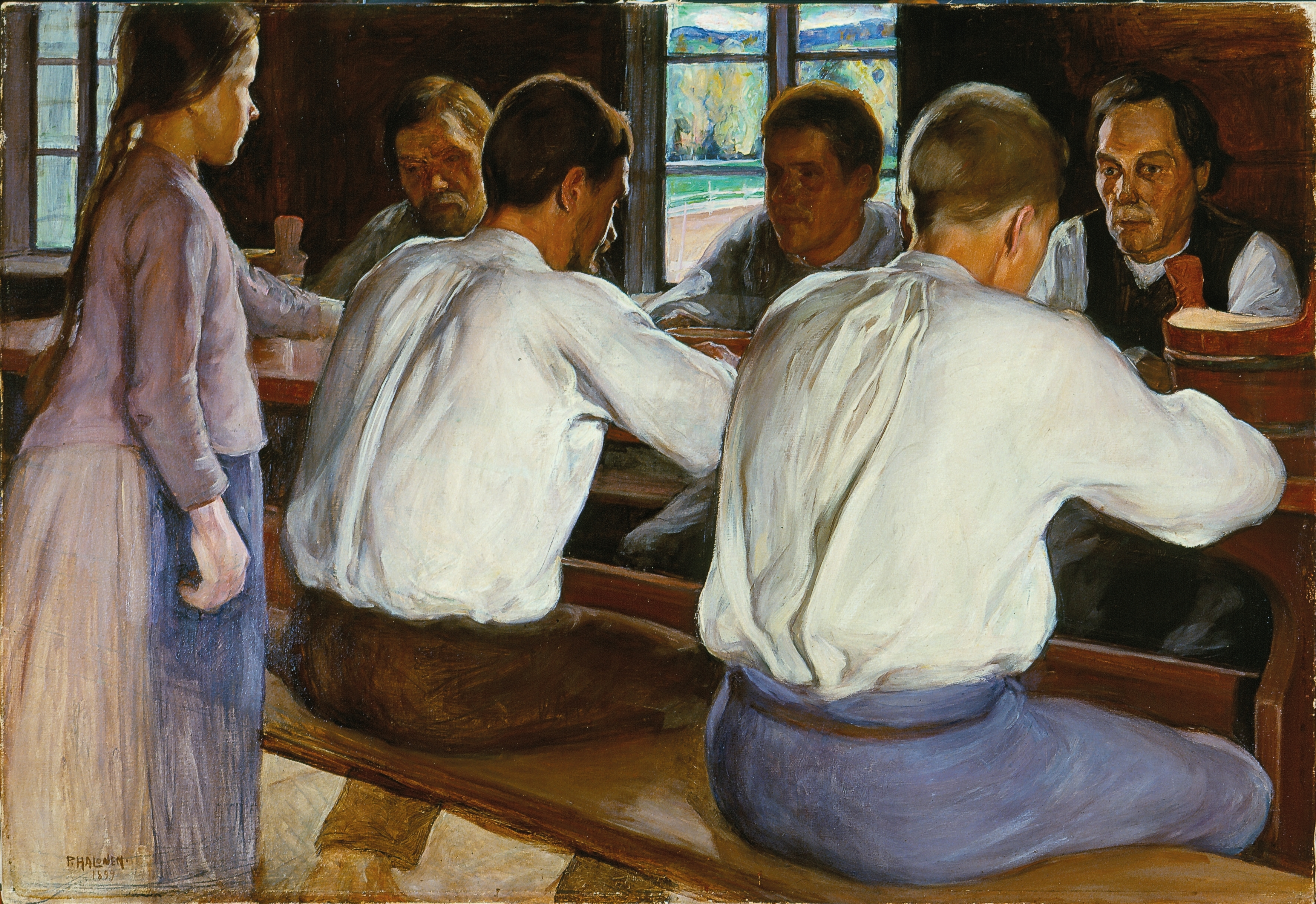
Måltiden, 1899, Didrichsens konst- och kulturmuseum
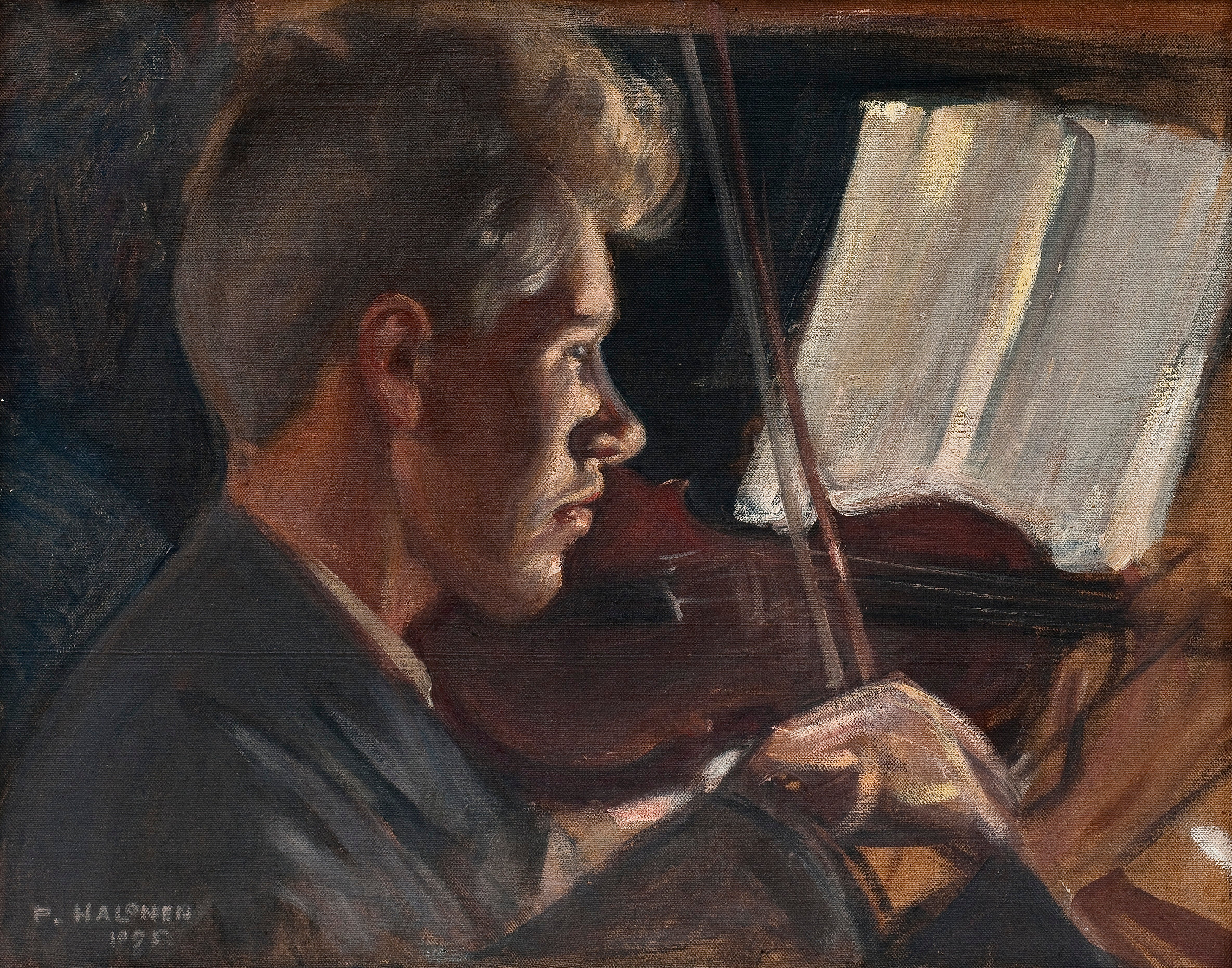
Fiolspelare, 1905
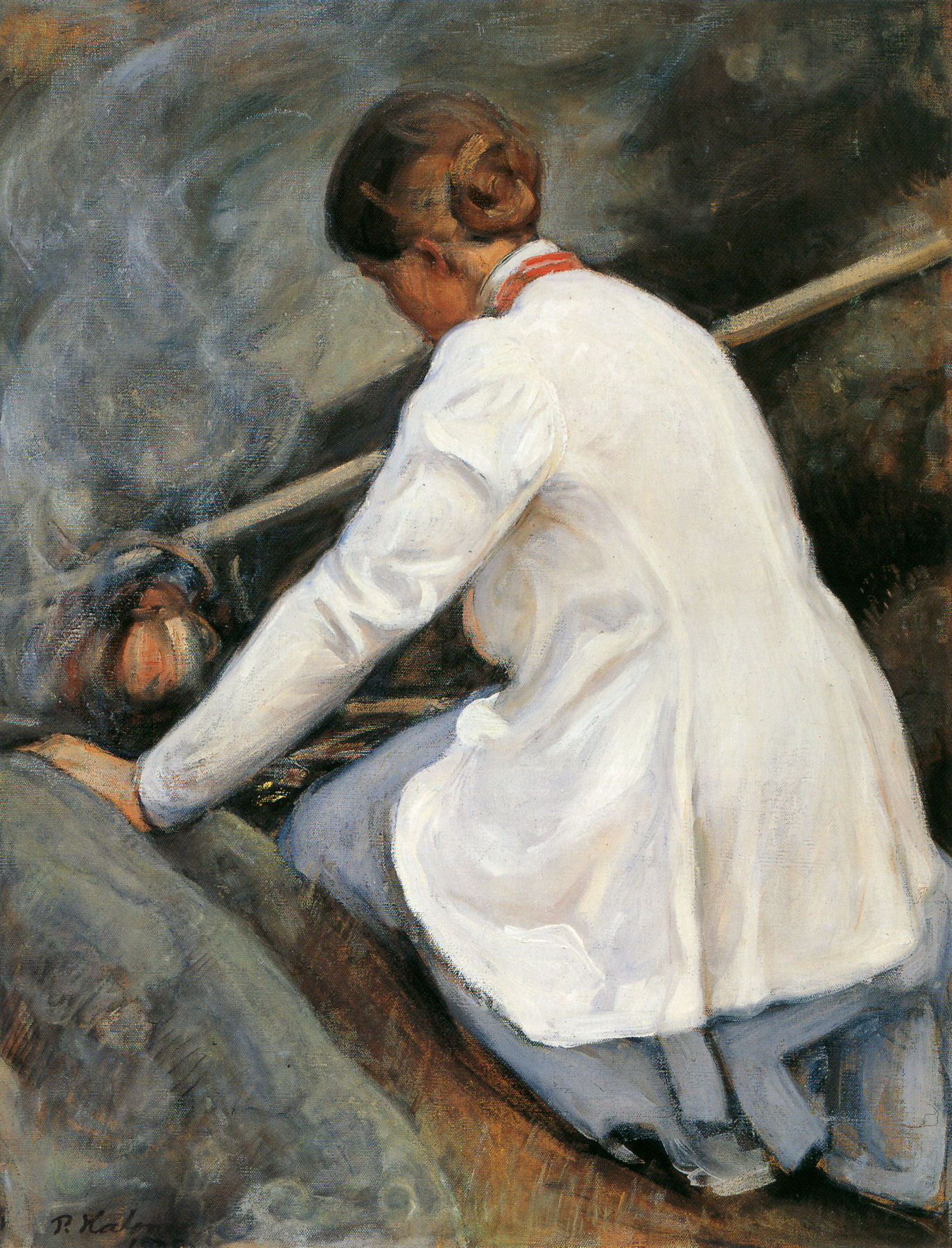
Kaffekokerskan (Maija Halonen), 1905
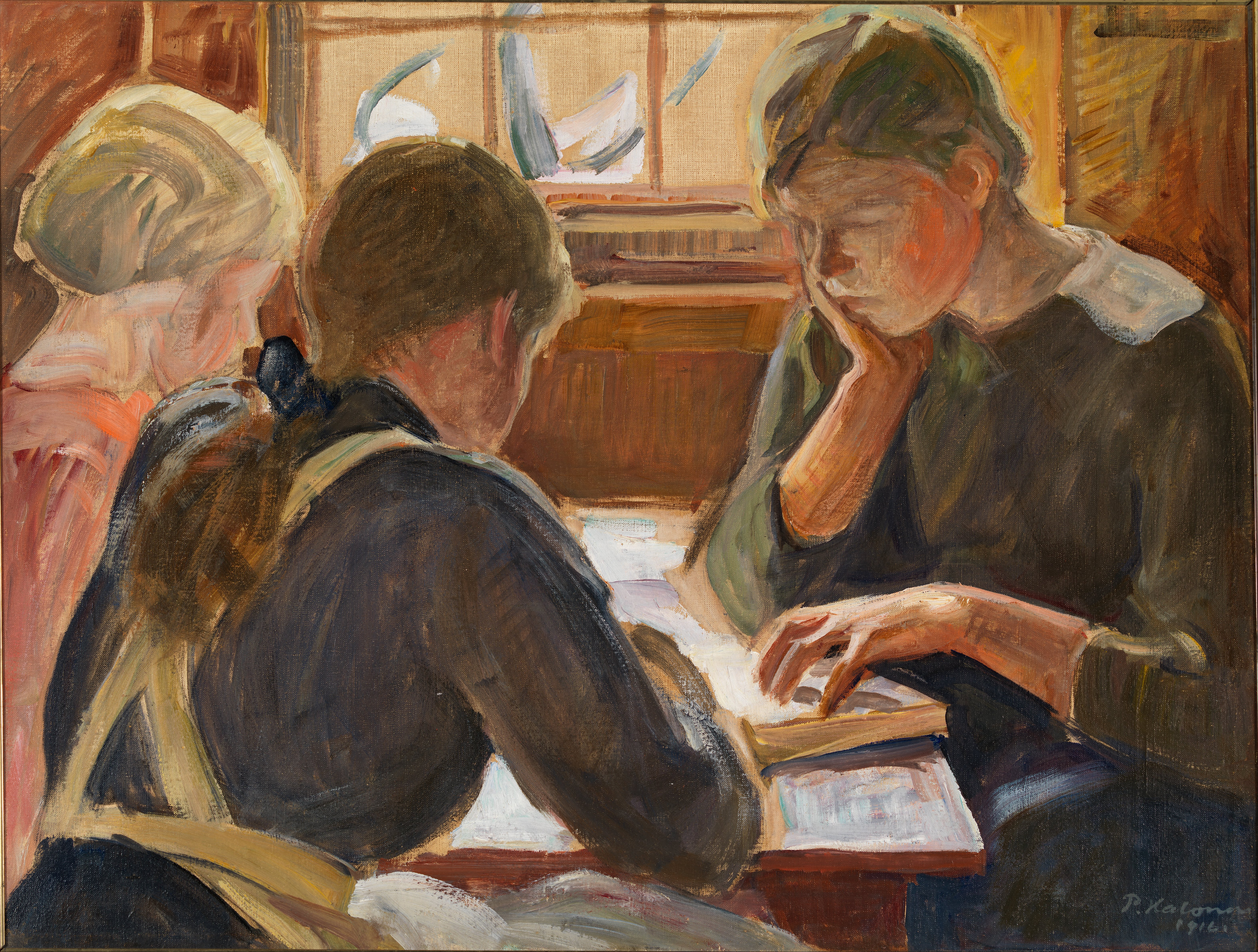
Läsande barn, 1916
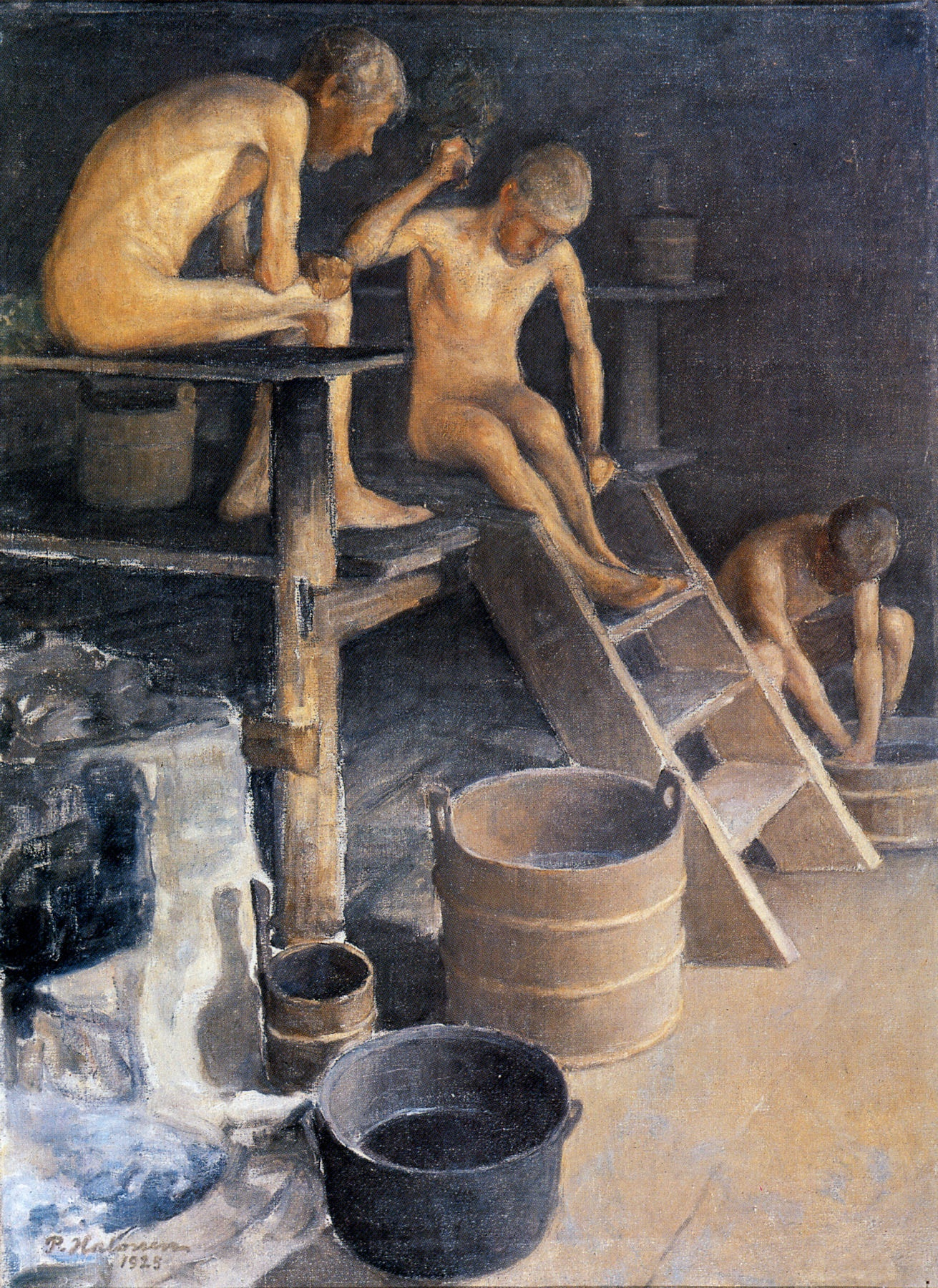
I saunan, 1925
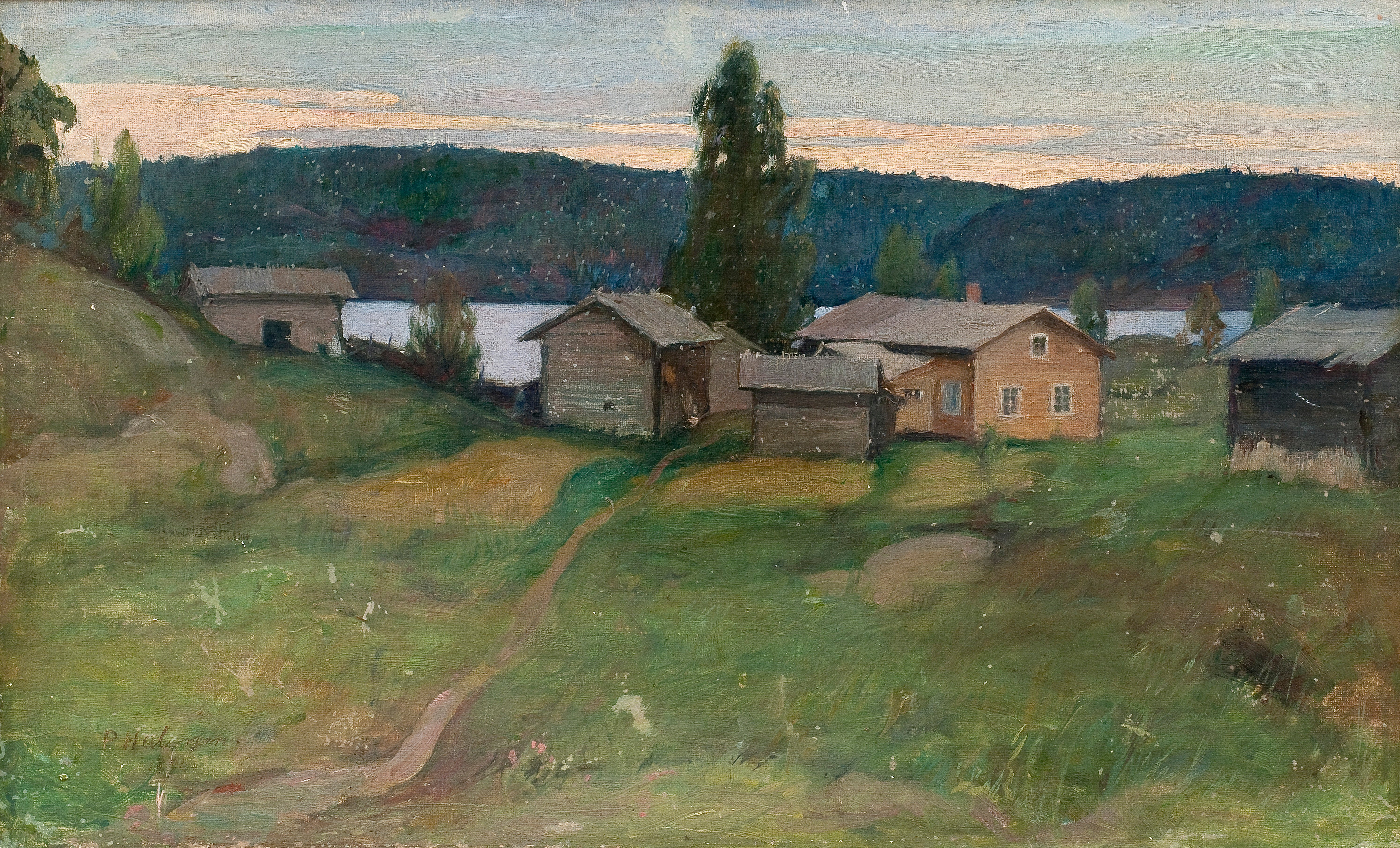
Hus i Kivesjärvi

### Uppslagsverk
- Carlquist, Gunnar (red.) (1932). Svensk uppslagsbok, band 12, sid. 395. Malmö: Svensk Uppslagsbok AB:s förlag.